# Frederic Chiu
Frederic Chiu (* 20. Dezember 1964 in Ithaca, New York) ist ein amerikanischer Pianist.

## Leben
Chiu, der aus einem chinesisch-amerikanischen Elternhaus stammt, debütierte als Vierzehnjähriger mit dem Indianapolis Symphony Orchestra.
An der Indiana Universität studierte er bei Karen Shaw Klavier und erwarb zudem ein Diplom in Informatik. Mit weiteren Studien bei Abbey Simon ergänzte er seine pianistische Ausbildung an der Juilliard School in New York City und besuchte zudem Meisterklassen bei Misha Dichter, Walter Ponce und Alicia de Larrocha.
Chiu beteiligte sich auch an internationalen Wettbewerben, so 1984 und 1985 in Maryland, 1986 am Bösendorfer-Wettbewerb in Brüssel und am Busoni-Wettbewerb in Bozen.
Nach seinem Konzertdiplom an der École Normale in Paris wurde er Assistent von Marian Rybicki.
1991 schloss Chiu mit Harmonia Mundi einen exklusiven Vertrag. Im selben Jahr gründete er mit Philippe Graffin das Kammermusikfestival Consonance.
Nach Konzerten in London und New York City 1994/95 lebte er in Paris und kehrte erst 2004 wieder in die Vereinigten Staaten zurück.

## Repertoire
Chius breites Repertoire umfasst Werke von Johann Sebastian Bach bis zur Neuen Musik. Im Zentrum seiner Schallplattenaufnahmen steht Sergei Prokofjew, dessen gesamtes Klavierwerk er eingespielt hat. Daneben interpretierte er Werke von Frédéric Chopin, Franz Liszt und Ferruccio Busoni.
Die genaue Textwiedergabe, das eher statische, wenig vorwärtsdrängende Spiel, der runde, nicht sehr große Ton und die sauberen Triller lassen den Einfluss des Godowski-Schülers Abbey Simon erkennen.
Chiu zeigt eine Vorliebe für Programme, die sich von der gängigen Konzert-Routine entfernen sowie für teilweise äußerst virtuose Transkriptionen.
So spielte er nicht nur Beethoven- und Schubert-Transkriptionen von Liszt ein, sondern legte auch eine eigene Bearbeitung der Leutnant-Kije-Suite op. 60 von Prokofjew vor.